# Locost

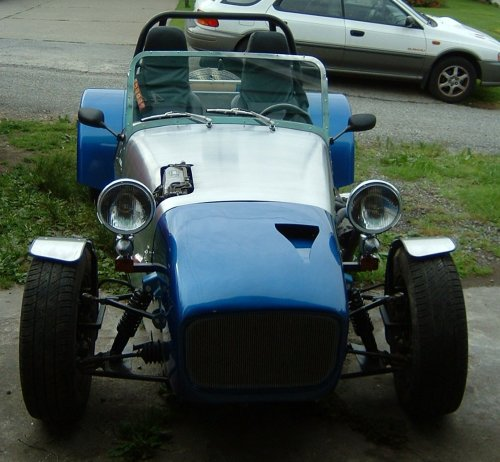
Locost byggd i Kanada.

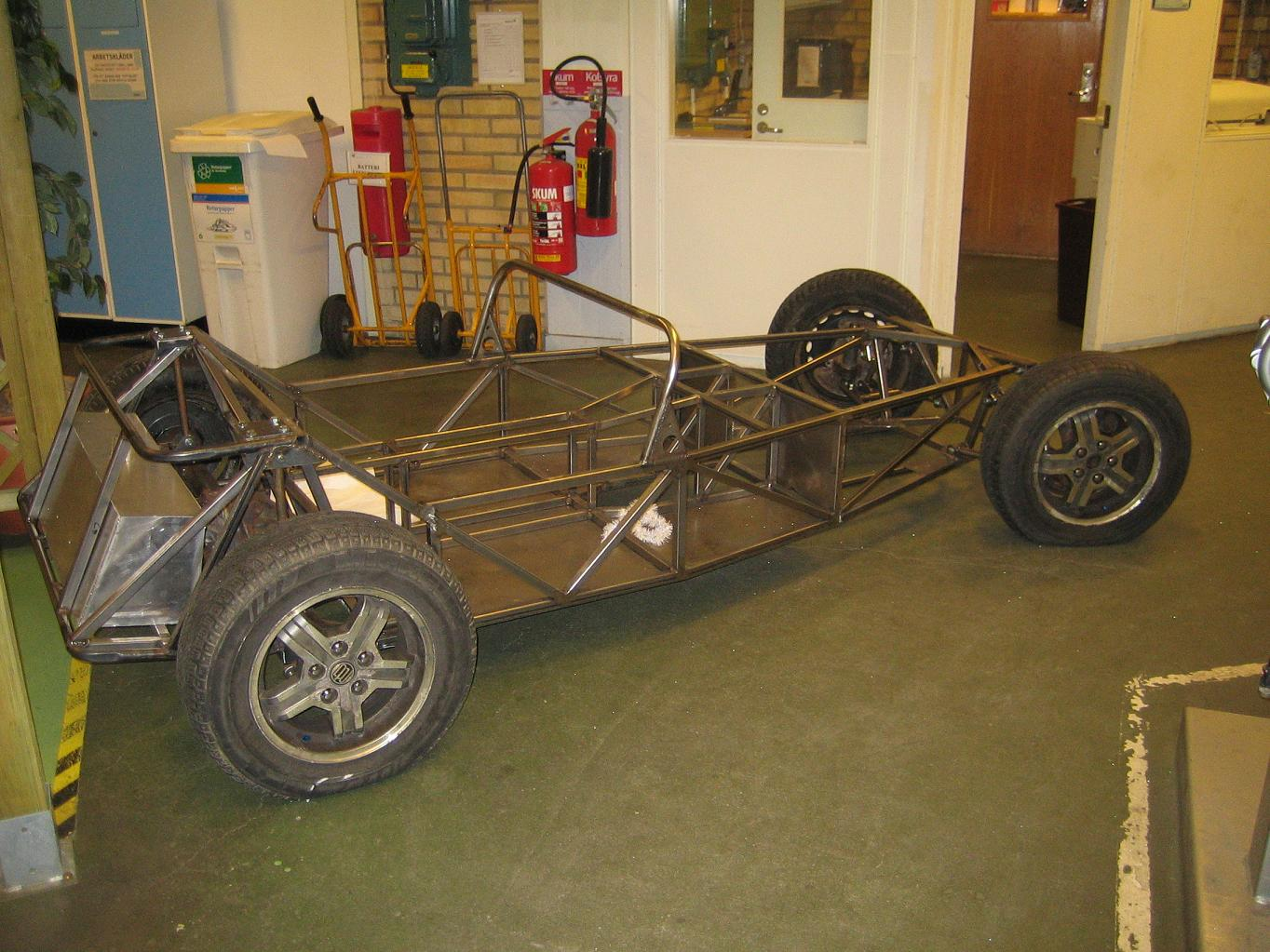
Chassit i fackverkskonstruktion.

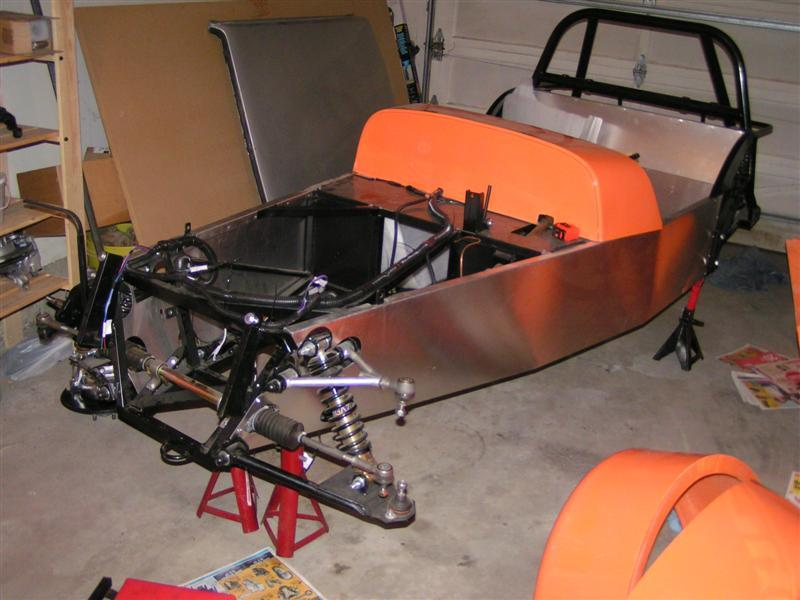
Ram och paneler på en Locost.

En Locost är en liten tvåsitsig sportbil som liknar en Lotus Seven. Byggandet finns beskrivet i boken Build your own sports car for as little as £250 av Ron Champion (ISBN 1-85960-636-9). Ordet Locost kommer av att man drog ihop orden "Low" och "Cost" till Locost, det kommer av att grundidén i Locost är att den ska vara billig att bygga, som titeln på boken. Locost bör inte förväxlas med Locust som också är en Lotus 7-inspirerad bil.
Bilen baserar sig på en fackverkskonstruktion, vanligen ihopsvetsat av 25x25 fyrkantrör. Framvagnsupphängningen är dubbla A-armar med coilovers. Bakaxeln är vanligen en stel axel med fyrlänksupphängning även om vissa bygger med individuell fjädring eller De Dion. Karossen är vanligen glasfiber i noskon och skärmar och sidpaneler i aluminium. Eftersom varje bil byggs individuellt är variationerna många.
I boken beskrivs hur man bygger en bil baserad på huvudsakligen delar från modell ett eller två av Ford Escort men eftersom de blir alltmer sällsynta har olika personer anpassat ritningarna för olika andra bilar som till exempel Ford Sierra, Lada och Volvo. 
Både Colin Chapman och Ron Champion har en bakgrund i den klassiska 750 Motor Club och designen på Locost är baserad på en bil Champion designade och byggde 1963 fast med en lotusinspirerad bakdel.
Många företag tillverkar och säljer delar eller kompletta kit för att bygga en Locost. Några exempel är MK Engineering (som byggt vidare på konceptet och nu även ebjuder den Ford Sierra-baserade MK Indy), RaceTech med sin Lada-baserade ESTfield, Coveland Motorsports (som också gör ett chassi för Mazda Miata), DD7 i Umeå, Sverige och många fler.
En vanlig fråga är om man verkligen kan bygga en Locost för £250. Vanligen hamnar slutkostnaden på över tio gånger så mycket, men några har lyckats göra verkligt billiga byggen. Boken använder modell 1 eller 2 av Ford Escort. Sådana är svåra att få tag i och därför dyra. Kostnaden som angavs inkluderar inte heller alla verktygen man behöver. Men boken ger en del kostnadsbesparade tips som många byggare väljer att strunta i, några exempel är
- bygg chassit från skrot istället för att köpa nya rör (eller ett helt chassi)
- gör din egen noskon och skärmar istället för att köpa dem. Skärmar kan också hittas billigt på ställen som säljer släpvagnar.
- använd baksätet från donatorbilen eller en från skroten istället för att köpa nya stolar
- använd mätarna och ratten från donatorbilen istället för att köpa nytt
- köp felblandad färg som reas ut och måla bilen själv
- försök hitta aluminiumplåt på skroten, till exempel sidan på en skåpbil istället för att köpa ny

Några byggare har också kommit på andra sätt att spara pengar
- använd plåten från taket på donatorbilen till botten på chassit
- använd bensintanken från en SAAB 96 eller Triumph Spitfire
- använd strålkastarna och kromkanterna från en äldre Volvo 240 och ett par rostfria 8 tums salladsskålar från IKEA för att göra framlyktorna